# Tul Hostilij
Tul Hostilij, rimski kralj. * ?; † 641 pr. n. št.

## Življenje in delo
Tul Hostlij je bil bolj podoben Romulu kot Numi, saj je bil vojno nastrojen in ni spoštoval bogov. Spustil se je v vojne z Alba Longo, Fidenae in Veji ter tako močno povečal rimsko ozemlje. Alba Longo je uničil do tal, njeno prebivalstvo pa zasužnjil.
Bil je tako bojevit, da je začel še drugo vojno s Sabinci. V času njegove vladavine je mesto zajela kuga, po legendi zaradi njegovih številnih vojn in nenaklonjenosti bogovom, okužen pa je bil tudi Tul. Ko je molil k Jupitru in ga prosil za pomoč, se je Jupiter odzval s strelo, ki jo je pognal v njegovo hišo, ki je skupaj z vladarjem zgorela do tal.
Njegova vladavina je trajala 31 let.

## Ocena
Večina podatkov o nastanku in razvoju Rimskega kraljestva ni podprta z zgodovinskimi pričevanji, ker so Galci v prvi plenitvi Rima popolnoma uničili državni arhiv in zabrisali vsako drugo sled za preteklostjo. Podatki, ki so na razpolago, so v glavnem povzeti po pripovedovanju Tita Livija, ki je v dobi rimskega cesarstva, pet stoletij po ukinitvi kraljevine, skušal predstaviti državo s čim bolj ugledno preteklostjo. Zato je vsebina tega članka v veliki meri legenda.